# Donje Biljane
Donje Biljane – wieś w Chorwacji, w żupanii zadarskiej, w mieście Benkovac. W 2011 roku liczyła 102 mieszkańców.